# Atlético Petróleos do Huambo
El Atlético Petróleos do Huambo es un equipo de fútbol de Angola que juega en la Segundona, la segunda liga de fútbol más importante del país. Tiene secciones de ginástica y ajedrez.

## Historia
Fue fundado en el año 1980 en la ciudad de Huambo después de la fusión de los equopos Desportivo Sonangol y Atlético de Nova Lisboa, y es el único equipo de la ciudad que ha jugado en la Girabola, la primera división de Angola, aunque no juegan en ella desde la temporada 2008. Nunca han sido campeones de la Girabola ni han ganado algún título importante en su historia.
A nivel internacional han participado en un torneo continental, la Copa Confederación de la CAF 2004, siendo el primer equipo de Angola en jugar la primera edición del torneo, en la cual fueron eliminados en la primera ronda por el Liberty Professionals de Ghana.

## Participación en competiciones de la CAF
| Temporada | Torneo                       | Ronda      | Club                  | Casa  | Visita | Global |
| --------- | ---------------------------- | ---------- | --------------------- | ----- | ------ | ------ |
| 2004      | Copa Confederación de la CAF | Preliminar | Olympique Real        | w.o.1 | w.o.1  | w.o.1  |
| 2004      | Copa Confederación de la CAF | 1          | Liberty Professionals | 1-0   | 1-5    | 2-5    |

1- Olympique Real abandonó el torneo.

## Exentrenadores
- Agostinho Tramagal (20??-2002)[8]
- Albano César (2002-20??)[8]
- Henriques Fernandes (20??-2004)[9]
- José Sayombo (interino-2004)[9]
- José Alberto Torres (2004-20??)[10]
- Miller Gomes (2005-2007)[11]

## Jugadores destacados
- Carlos Pedro[12]